# Hypoxis nivea
Hypoxis nivea là một loài thực vật có hoa trong họ Hypoxidaceae. Loài này được Y.Singh mô tả khoa học đầu tiên năm 2007.